# Malattia parodontale

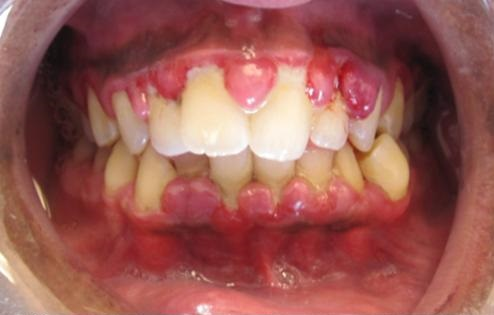
La gengivite è una malattia parodontale

Con il termine di malattia parodontale si intende un gruppo di patologie infiammatorie che colpiscono il tessuto di sostegno del dente, superficiale e profondo. Nel primo caso si ha il quadro di gengivite; quando invece l'infiammazione si estende oltre la regione gengivale interessando le zone sottostanti che compongono il tessuto di sostegno del dente si avrà il quadro della periodontite o parodontite.

## Eziologia
La causa di gran lunga più frequente della malattia parodontale è di origine batterica e i patogeni coinvolti sono quelli normalmente presenti nella placca batterica. Quando per un eccesso di accumulo di questi batteri e/o per una diminuzione nella difesa dell'organismo si rompe il normale equilibrio che mantiene in salute i tessuti, si ha l'infezione, dapprima limitata alla zona superficiale, e il quadro di gengivite. In mancanza di adeguato trattamento, l'infezione si estende col tempo ai tessuti parodontali, dando il quadro più complicato della parodontite.